# Wybory prezydenckie w Iranie w 2013 roku
Wybory prezydenckie w Iranie odbyły się 14 czerwca 2013. W wyborach wystartowało 6 osób m.in.: duchowny o umiarkowanych poglądach Hasan Rouhani, były szef dyplomacji Iranu Ali Akbar Welajati, burmistrz Teheranu Mohammad Bagher Ghalibaf i szef negocjatorów w rozmowach na temat irańskiego programu nuklearnego Sa'id Dżalili. Urzędujący prezydent Mahmud Ahmadineżad według konstytucji nie mógł się ubiegać o trzecią kadencję.
Zwycięzcą wyborów został Hasan Rouhani, który w pierwszej turze uzyskał 50,71% głosów.

## Kampania wyborcza
W wyborach udziału nie wzięła opozycja, gdyż większość jej przedstawicieli było przetrzymywanych w więzieniach lub w aresztach domowych, np. Mir-Hosejn Musawi i Mahdi Karrubi, którzy stali na czele zielonej rewolucji po wyborach z 2009.

## Przebieg wyborów
Lokale wyborcze otwarto o godz. 8. czasu lokalnego (5:30 czasu polskiego). Głosowanie pierwotnie miało trwać 10 godzin, jednak przedłużono je o dwie godziny. Uprawnionych do głosowania było 50 mln ludzi.

## Wyniki wyborów
| Hasan Rouhani            | 18 613 329 | 50,71% |
| Mohammad Bagher Ghalibaf | 6 077 292  | 16,56% |
| Sa'id Dżalili            | 4 168 946  | 11,36% |
| Mohsen Rezaji            | 3 884 412  | 10,58% |
| Ali Akbar Welajati       | 2 268 753  | 6,18%  |
| Mohammad Gharazi         | 446 015    | 1,22%  |
| Suma                     | 36 704 156 | 100%   |
| Źródło: Al-Dżazira       |            |        |

Frekwencja wyborcza wyniosła 72,7%.